# Cassirer
Die Familie Cassirer ist eine deutsche, ursprünglich aus Schlesien stammende Verleger-, Kaufmanns- und Gelehrtenfamilie jüdischer Herkunft.

## Nachfahrenliste (unvollständig)
1. Moses ben Loebel Cassirer (1771–1837)
  1. Abraham Cassirer (1798– )
  2. Marcus Cassirer (1809–1879), Kaufmann in Breslau
    1. Louis Cassirer (1839–1904), Industrieller, Mitinhaber der Kabelwerke Dr. Cassirer & Co.
      1. Richard Cassirer (1868–1925), Neurologe, verheiratet mit Hedwig Cassirer, Tochter von Eduard Cassirer
      2. Hugo Cassirer (1869–1920), Fabrikant, Gründer der Kabelwerke Dr. Cassirer & Co.
        1. Reinhold Cassirer  (1908–2001), Galerist, verheiratet mit der Nobelpreisträgerin Nadine Gordimer

      3. Paul Cassirer (1871–1926), Verleger und Galerist, verheiratet mit Lucie Oberwarth (1874–1950)
        1. Suzanne Cassirer-Bernfeld (1896–1963), Psychoanalytikerin

      4. Alfred Cassirer (1875–1932), Mitinhaber der Kabelwerke Dr. Cassirer & Co., zeitweise verheiratet mit Hannah Sotschek, spätere Hannah Blumenreich (1887–1974)
        1. Eva Cassirer (1920–2009), Philosophin

    2. Julius Cassirer (1841–1924), Mitinhaber der Kabelwerke Dr. Cassirer & Co., verheiratet mit Julcher ("Julie") Cassirer, Tochter von Siegfried Cassirer
      1. Fritz Cassirer (1871–1926), Dirigent und Musiktheoretiker
      2. Bruno Cassirer (1872–1941), Verleger und Galerist

    3. Eduard Cassirer (1843–1916), Kaufmann, verheiratet mit Eugenie ("Jenny") Cassirer, Tochter von Siegfried Cassirer
      1. Hedwig Cassirer (1862–1928), verheiratet mit Richard Cassirer
      2. Ernst Cassirer (1874–1945), Philosoph
        1. Heinrich Walter Cassirer (1903–1979), Philosoph

      3. Ludwig Cassirer (1878–), Kaufmann, verheiratet mit Marie Elisabeth Goerke[1]

    4. Rosalie Cassirer (1845–1911), Mutter des Arztes Kurt Goldstein (1878–1965)
    5. Simon ("Salo") Cassirer (1847–1917)
      1. Paula Cassirer (1876–1907)
      2. Käthe Cassirer (1879–1909), verheiratet mit dem Chemiker Paul Herrmann
      3. Erwin Cassirer (1882–1914), Chemiker

    6. Ludwig Cassirer (ca. 1849–1878)
    7. Isidor Cassirer (1851–1924 oder 1929), verheiratet mit Else, geborene Sommerguth (1857–1891); Nach dem Tod seiner Frau heiratete er in zweiter Ehe Lydia, geborene Kopelansky (1867–1933)
      1. Erich (1881–1963), Kunsthändler
      2. Charlotte (Betty; 1886–1972)
      3. Friedrich Wilhelm (Fritz; 1886–1979), Papierfabrikant und Zeitungsgründer
      4. Rudolf Walter (1895–1955), Versicherungskaufmann

    8. Moritz Cassirer (1856–1906)
      1. Lucy Cassirer (1891–1945), verheiratet mit Samuel Schoenbrun
        1. David Franz Schoenbrun (1915–1988), Journalist und Buchautor

      2. Jeanette Cassirer (ca. 1892–?)

    9. Max Cassirer (1857–1943), Industrieller und Charlottenburger Stadtrat, verheiratet mit Hedwig Freund (1862–1926)
      1. Kurt Hans Cassirer (1883–1975), Kunsthändler, verheiratet mit Eva Solmitz (1885–1974), Kunstmäzenin, u. a. von Rilke[2]
        1. Henry Cassirer (1911–2004), Journalist und Schriftsteller

      2. Edith Geheeb, geb. Cassirer (1885–1982), verheiratet mit Paul Geheeb
      3. Franz Otto Cassirer (1886–1912)

    10. Julie Cassirer (1860–1914), verheiratet mit Otto Bondy
      1. Walter Bondy (1880–1940), Maler und Fotograf
      2. Hans Bondy  (1881–1917), starb durch Freitod
      3. Antoinelle ("Toni") Bondy (1883–1961), verheiratet mit Ernst Cassirer
      4. Martha Maria Bondy (1888–1942), verheiratet mit Oscar Pollack (beide 1942 deportiert)
      5. Edith Lilli Bondy (1893–1977), verheiratet mit Maximillian Waller

  3. Joseph Cassirer (1805– )
  4. Jochem Cassirer (1806– )
  5. Loebel Cassirer (1809– )
  6. Jacob Cassirer (1811– )
  7. Siegfried Cassirer (1812–1897)
    1. Julcher ("Julie") Cassirer (1844–1924), verheiratet mit Julius Cassirer
    2. Eugenie ("Jenny") Cassirer (1848–1904), verheiratet mit Eduard Cassirer